# Campeonato Mundial de Clubes de Balonmano de 2016
El Campeonato Mundial de Clubes de Balonmano de 2016 (oficialmente IHF Super Globe 2016) fue la 10.ª edición del Campeonato Mundial de Clubes de Balonmano. Fue celebrado por séptima vez consecutiva en Doha, Catar en el Al-Gharafa Sala de S.D. del 5 al 8 de septiembre de 2016.

## Equipos Clasificados
Participarán del torneo los 5 campeones de cada torneo continental, el campeón defensor, el equipo anfitrión y un equipo comodín.
| Equipo                      | Clasificación                |
| --------------------------- | ---------------------------- |
| Füchse Berlin               | Super Globe 2015             |
| Espérance Sportive de Tunis | Liga de campeones de la CAH  |
| Lekhwiya                    | Liga de campeones de la AHF  |
| Sydney University           | Copa de campeones de Oceanía |
| Taubaté Handebol            | Campeonato Panamericano      |
| Vive Kielce                 | Liga de Campeones de la EHF  |
| Barcelona                   | Comodín                      |
| Al Sadd                     | Anfitrión                    |

## Árbitros
Fueron seleccionadas 5 parejas de árbitros para el torneo.
| Árbitros  | Árbitros                           |
| --------- | ---------------------------------- |
| Argentina | Julian Grillo / Sebastián Lenci    |
| Dinamarca | Martin Gjeding / Mads Hansen       |
| Lituania  | Mindaugas Gatelis / Vaidas Mažeika |
| Eslovenia | Bojan Lah / David Sok              |
| España    | Óscar Raluy / Ángel Sabroso        |

## Resultados
Todos los horarios son locales(UTC+3).

### Resultados
|  | Cuartos de final            | Cuartos de final    |                   |    | Semifinales   | Semifinales   |  |  | Final | Final |
|  |                             |                     |                   |    |               |               |  |  |       |       |
|  | 5 Septiembre                |                     |                   |    |               |               |  |  |       |       |
|  |                             |                     |                   |    |               |               |  |  |       |       |
|  | Al Sadd                     | 34                  |                   |    |               |               |  |  |       |       |
|  | Al Sadd                     | 34                  | 6 Septiembre      |    |               |               |  |  |       |       |
|  | Sydney University           | 18                  |                   |    |               |               |  |  |       |       |
|  | Sydney University           | 18                  | Al Sadd           | 26 |               |               |  |  |       |       |
|  | 5 Septiembre                |                     | Al Sadd           | 26 |               |               |  |  |       |       |
|  |                             | Füchse Berlin       | 32                |    |               |               |  |  |       |       |
|  | Füchse Berlin               | Füchse Berlin       | 32                | 27 |               |               |  |  |       |       |
|  | Füchse Berlin               |                     | 8 Septiembre      | 27 |               |               |  |  |       |       |
|  | Lekhwiya                    | 25                  |                   |    |               |               |  |  |       |       |
|  | Lekhwiya                    | 25                  | Füchse Berlin     | 29 |               |               |  |  |       |       |
|  | 5 Septiembre                |                     | Füchse Berlin     | 29 |               |               |  |  |       |       |
|  |                             | Paris Saint-Germain | 28                |    |               |               |  |  |       |       |
|  | Vive Targi Kielce           | Paris Saint-Germain | 28                | 33 |               |               |  |  |       |       |
|  | Vive Targi Kielce           | 6 Septiembre        |                   | 33 |               |               |  |  |       |       |
|  | Taubaté Handebol            | 30                  |                   |    |               |               |  |  |       |       |
|  | Taubaté Handebol            | 30                  | Vive Targi Kielce | 25 |               |               |  |  |       |       |
|  | 5 Septiembre                |                     | Vive Targi Kielce | 25 |               |               |  |  |       |       |
|  |                             | Paris Saint-Germain | 29                |    | Tercer puesto | Tercer puesto |  |  |       |       |
|  | Paris Saint-Germain         | Paris Saint-Germain | 29                | 38 | Tercer puesto | Tercer puesto |  |  |       |       |
|  | Paris Saint-Germain         |                     | 8 Septiembre      | 38 |               |               |  |  |       |       |
|  | Espérance Sportive de Tunis | 31                  |                   |    |               |               |  |  |       |       |
|  | Espérance Sportive de Tunis | 31                  | Al Sadd           | 25 |               |               |  |  |       |       |
|  |                             |                     |                   |    |               |               |  |  |       |       |
|  | Vive Targi Kielce           | 36                  |                   |    |               |               |  |  |       |       |
|  | Vive Targi Kielce           | 36                  |                   |    |               |               |  |  |       |       |

Emparejamientos 5º puesto
|  | 5º-8º puesto semifinales    | 5º-8º puesto semifinales    |                |    | Quinto puesto | Quinto puesto |
|  |                             |                             |                |    |               |               |
|  | 6 September                 |                             |                |    |               |               |
|  |                             |                             |                |    |               |               |
|  | Sydney University           | 17                          |                |    |               |               |
|  | Sydney University           | 17                          | 8 September    |    |               |               |
|  | Lekhwiya                    | 29                          |                |    |               |               |
|  | Lekhwiya                    | 29                          | Lekhwiya       | 27 |               |               |
|  | 6 September                 |                             | Lekhwiya       | 27 |               |               |
|  |                             | Espérance Sportive de Tunis | 28             |    |               |               |
|  | Taubaté Handebol            | Espérance Sportive de Tunis | 28             | 20 |               |               |
|  | Taubaté Handebol            |                             |                | 20 |               |               |
|  | Espérance Sportive de Tunis | 32                          |                |    |               |               |
|  | Espérance Sportive de Tunis | 32                          | Séptimo puesto |    |               |               |
|  |                             |                             |                |    |               |               |
|  | 8 September                 |                             |                |    |               |               |
|  |                             |                             |                |    |               |               |
|  | Sydney University           | 23                          |                |    |               |               |
|  | Sydney University           | 23                          |                |    |               |               |
|  | Taubaté Handebol            | 35                          |                |    |               |               |

### Cuartos de final
| 5 de septiembre de 2016 13:00 | Vive Targi Kielce | 33–30   | Taubaté Handebol | Duhail Handball Sports Hall, Doha Asistencia: 500 espectadores Árbitros: Gjeding, Hansen |
| 5 de septiembre de 2016 13:00 | Ðukić 7           | (21–15) | Teixeira 7       | Duhail Handball Sports Hall, Doha Asistencia: 500 espectadores Árbitros: Gjeding, Hansen |
| 5 de septiembre de 2016 13:00 | 3× 1×             | Report  | 5× 1×            | Duhail Handball Sports Hall, Doha Asistencia: 500 espectadores Árbitros: Gjeding, Hansen |

| 5 de septiembre de 2016 15:00 | Paris Saint-Germain | 38–31   | Espérance Sportive de Tunis | Duhail Handball Sports Hall, Doha Asistencia: 700 espectadores Árbitros: Lopéz, Ramírez |
| 5 de septiembre de 2016 15:00 | Gensheimer 10       | (21–18) | Mahmoudi 13                 | Duhail Handball Sports Hall, Doha Asistencia: 700 espectadores Árbitros: Lopéz, Ramírez |
| 5 de septiembre de 2016 15:00 | 5× 4× 1×            | Report  | 9× 3× 1×                    | Duhail Handball Sports Hall, Doha Asistencia: 700 espectadores Árbitros: Lopéz, Ramírez |

| 5 de septiembre de 2016 17:00 | Füchse Berlin | 27–25   | Lekhwiya   | Duhail Handball Sports Hall, Doha Asistencia: 1,500 espectadores Árbitros: Lah, Sok |
| 5 de septiembre de 2016 17:00 | Nenadić 8     | (14–12) | El-Ahmar 8 | Duhail Handball Sports Hall, Doha Asistencia: 1,500 espectadores Árbitros: Lah, Sok |
| 5 de septiembre de 2016 17:00 | 5× 3× 1×      | Report  | 2× 3×      | Duhail Handball Sports Hall, Doha Asistencia: 1,500 espectadores Árbitros: Lah, Sok |

| 5 de septiembre de 2016 20:00 | Al Sadd  | 34–18  | Sydney University | Duhail Handball Sports Hall, Doha Asistencia: 1,500 espectadores Árbitros: Grillo, Lenci |
| 5 de septiembre de 2016 20:00 | Alkrad 6 | (18–8) | Verlseeuwen 7     | Duhail Handball Sports Hall, Doha Asistencia: 1,500 espectadores Árbitros: Grillo, Lenci |
| 5 de septiembre de 2016 20:00 | 4× 2×    | Report | 5× 1×             | Duhail Handball Sports Hall, Doha Asistencia: 1,500 espectadores Árbitros: Grillo, Lenci |

### 5º–8º puesto semifinales
| 6 de septiembre de 2016 13:00 | Taubaté Handebol | 20–32   | Espérance Sportive de Tunis | Duhail Handball Sports Hall, Doha Asistencia: 600 espectadores Árbitros: Lah, Sok |
| 6 de septiembre de 2016 13:00 | three players 3  | (10–18) | Hammed 6                    | Duhail Handball Sports Hall, Doha Asistencia: 600 espectadores Árbitros: Lah, Sok |
| 6 de septiembre de 2016 13:00 | 2× 3×            | Report  | 2×                          | Duhail Handball Sports Hall, Doha Asistencia: 600 espectadores Árbitros: Lah, Sok |

| 6 de septiembre de 2016 15:00 | Sydney University  | 17–29  | Lekhwiya  | Duhail Handball Sports Hall, Doha Asistencia: 500 espectadores Árbitros: Grillo, Lenci |
| 6 de septiembre de 2016 15:00 | Bonnin, Cumplido 4 | (9–12) | Ramazan 5 | Duhail Handball Sports Hall, Doha Asistencia: 500 espectadores Árbitros: Grillo, Lenci |
| 6 de septiembre de 2016 15:00 | 3× 1×              | Report | 3× 1×     | Duhail Handball Sports Hall, Doha Asistencia: 500 espectadores Árbitros: Grillo, Lenci |

### Semifinales
| 6 de septiembre de 2016 17:00 | Vive Targi Kielce     | 25–29   | Paris Saint-Germain    | Duhail Handball Sports Hall, Doha Asistencia: 2,500 espectadores Árbitros: Gatelis, Mažeika |
| 6 de septiembre de 2016 17:00 | Lijewski, Reichmann 5 | (12–13) | Gensheimer, Narcisse 8 | Duhail Handball Sports Hall, Doha Asistencia: 2,500 espectadores Árbitros: Gatelis, Mažeika |
| 6 de septiembre de 2016 17:00 | 5× 2×                 | Report  | 7× 2×                  | Duhail Handball Sports Hall, Doha Asistencia: 2,500 espectadores Árbitros: Gatelis, Mažeika |

| 6 de septiembre de 2016 19:00 | Al Sadd   | 26–32   | Füchse Berlin | Duhail Handball Sports Hall, Doha Asistencia: 2,500 espectadores Árbitros: Lopéz, Ramírez |
| 6 de septiembre de 2016 19:00 | Bannour 9 | (12–15) | Lindberg 10   | Duhail Handball Sports Hall, Doha Asistencia: 2,500 espectadores Árbitros: Lopéz, Ramírez |
| 6 de septiembre de 2016 19:00 | 2× 3× 1×  | Report  | 4× 2×         | Duhail Handball Sports Hall, Doha Asistencia: 2,500 espectadores Árbitros: Lopéz, Ramírez |

### Séptimo puesto
| 8 de septiembre de 2016 13:00 | Sydney University | 23–35   | Taubaté Handebol | Duhail Handball Sports Hall, Doha Árbitros: Gatelis, Mažeika |
| 8 de septiembre de 2016 13:00 | Verlseeuwen 10    | (11–20) | Lobato 12        | Duhail Handball Sports Hall, Doha Árbitros: Gatelis, Mažeika |
| 8 de septiembre de 2016 13:00 | 8× 3×             | Report  | 5× 3×            | Duhail Handball Sports Hall, Doha Árbitros: Gatelis, Mažeika |

### Quinto puesto
| 8 de septiembre de 2016 15:00 | Lekhwiya | 27–28   | Espérance Sportive de Tunis | Duhail Handball Sports Hall, Doha Asistencia: 1,200 espectadores Árbitros: Grillo, Lenci |
| 8 de septiembre de 2016 15:00 | Sinen 7  | (16–15) | Boughanmi 6                 | Duhail Handball Sports Hall, Doha Asistencia: 1,200 espectadores Árbitros: Grillo, Lenci |
| 8 de septiembre de 2016 15:00 | 4× 2×    | Report  | 6× 1×                       | Duhail Handball Sports Hall, Doha Asistencia: 1,200 espectadores Árbitros: Grillo, Lenci |

### Tercer puesto
| 8 de septiembre de 2016 17:00 | Al Sadd | 25–36   | Vive Targi Kielce | Duhail Handball Sports Hall, Doha Árbitros: Lopéz, Ramírez |
| 8 de septiembre de 2016 17:00 | Saïed 8 | (12–20) | Ðukić 7           | Duhail Handball Sports Hall, Doha Árbitros: Lopéz, Ramírez |
| 8 de septiembre de 2016 17:00 | 4× 2×   | Report  | 3× 2×             | Duhail Handball Sports Hall, Doha Árbitros: Lopéz, Ramírez |

### Final
| 8 de septiembre de 2016 19:00 | Füchse Berlin       | 29–28   | Paris Saint-Germain | Duhail Handball Sports Hall, Doha Asistencia: 3,000 espectadores Árbitros: Gjeding, Hansen |
| 8 de septiembre de 2016 19:00 | Nenadić 5 Elísson 5 | (12–15) | Hansen 7            | Duhail Handball Sports Hall, Doha Asistencia: 3,000 espectadores Árbitros: Gjeding, Hansen |
| 8 de septiembre de 2016 19:00 | 2× 1×               | Report  | 1× 2×               | Duhail Handball Sports Hall, Doha Asistencia: 3,000 espectadores Árbitros: Gjeding, Hansen |

## Clasificación General
| Medalla de oro    | Füchse Berlin               |
| Medalla de plata  | Paris Saint-Germain         |
| Medalla de bronce | Vive Targi Kielce           |
| 4                 | Al Sadd                     |
| 5                 | Espérance Sportive de Tunis |
| 6                 | Lekhwiya                    |
| 7                 | Taubaté Handebol            |
| 8                 | Sydney University           |